# Zbór Kościoła Chrześcijan Baptystów "Poznan International Church" w Poznaniu
Zbór Kościoła Chrześcijan Baptystów "Poznan International Church" w Poznaniu – zbór Kościoła Chrześcijan Baptystów znajdujący się w Poznaniu, przy ulicy Gogola 6.
Nabożeństwa odbywają się w każdą niedzielę o godzinie 10:00.